# Kandang (Kampung Melayu)
Kandang is een bestuurslaag in het regentschap Bengkulu van de provincie Bengkulu, Indonesië. Kandang telt 6079 inwoners (volkstelling 2010).